# 48700 Hanggao
48700 Hanggao este un asteroid din centura principală de asteroizi.

## Descriere
48700 Hanggao este un asteroid din centura principală de asteroizi. A fost descoperit pe 17 aprilie 1996 la Xinglong în cadrul programului NAOC Schmidt CCD Asteroid Program. Asteroidul prezintă o orbită caracterizată de o semiaxă mare de 2,62 ua, o excentricitate de 0,09 și o înclinație de 15,0° în raport cu ecliptica.